# René Clément

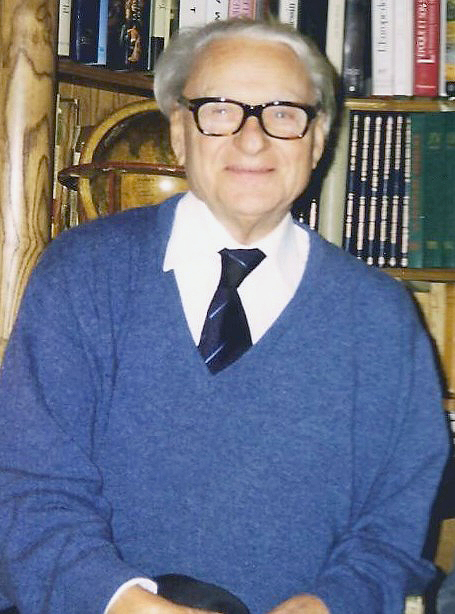
René Clément (1995)

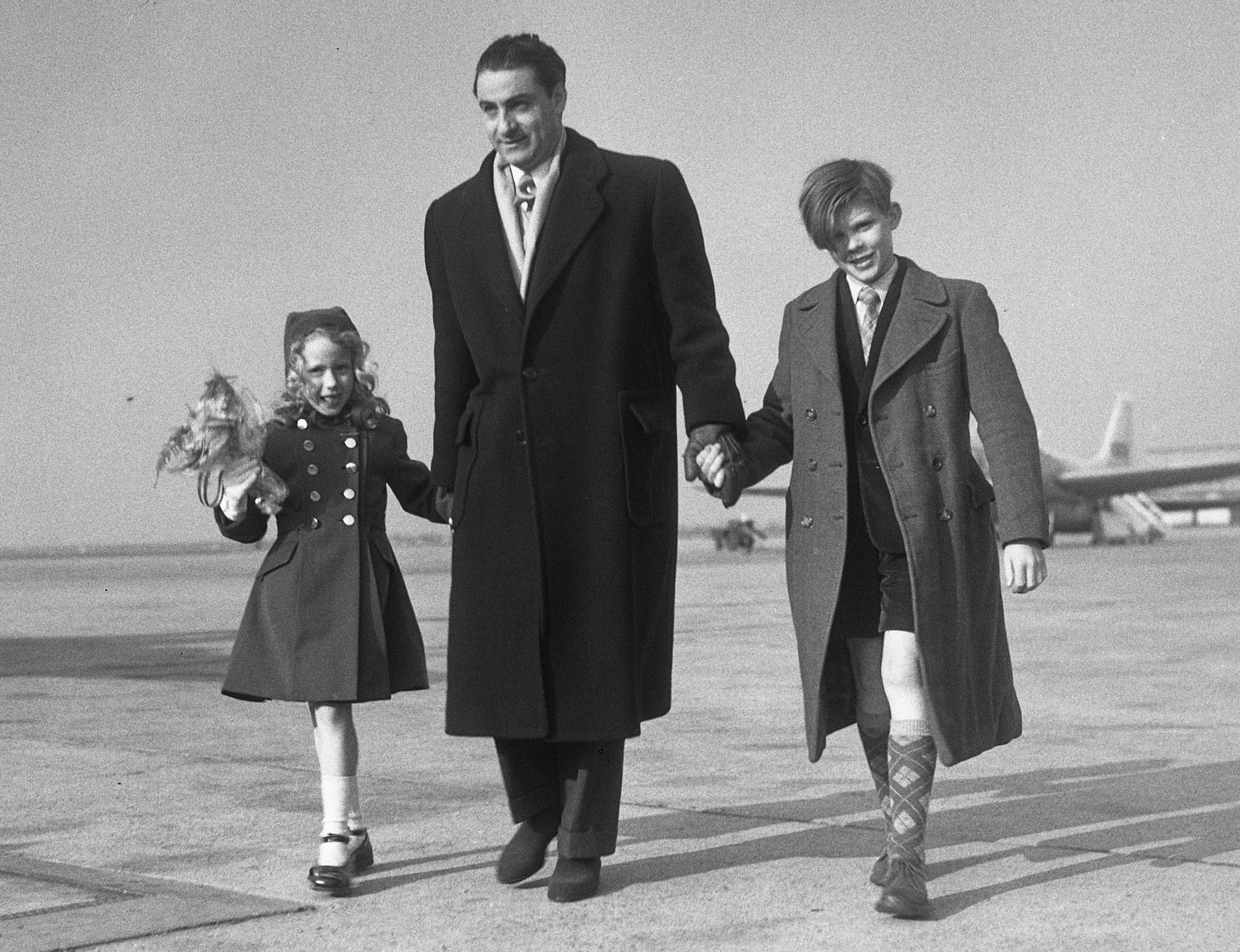
Clément (Mitte) 1953 mit Brigitte Fossey und Georges Poujouly, den Hauptdarstellern seines Films Verbotene Spiele

René Clément (* 18. März 1913 in Bordeaux, Frankreich; † 17. März 1996 in Monaco) war ein französischer Filmregisseur.

## Leben
Clément, Sohn eines Dekorateurs, besuchte ein Gymnasium in Bordeaux und die École des Beaux-Arts in Paris, wo er Architektur studierte. Nach dem Tod seines Vaters brach er sein Studium ab, wandte sich dem Film zu, für den er bereits als Jugendlicher eine große Neigung entwickelt hatte, und arbeitete von 1934 an mit Jacques Tati zusammen. Seinen Wehrdienst leistete er in der Filmeinheit der französischen Streitkräfte, dem Service cinématographique. Mit Tati realisierte er 1936 auch seinen ersten eigenen Kurzfilm, die Komödie Gib's ihm mit der Linken. Außerdem begann er Dokumentarfilme zu drehen. Zu diesem Zweck reiste er z. B. 1937 mit dem Archäologen Jules Barthou in den Jemen, wo er jedoch an Typhus erkrankte und mehrmals verhaftet wurde. Während des Zweiten Weltkriegs entstanden weitere Dokumentarfilme Cléments. 
Nach der Befreiung Frankreichs wählte Clément die Résistance als Thema seines ersten langen Spielfilms: Im Jahr 1946 kam Schienenschlacht über Sabotageakte französischer Eisenbahner gegen deutsche Truppentransportzüge in die Kinos und wurde auf dem Filmfestival von Cannes als bester Film ausgezeichnet. Auch seine folgenden Filme handelten vom Widerstand gegen die deutschen Besatzer und den Konsequenzen des Krieges. Bald zählte Clément zu den erfolgreichsten Regisseuren Frankreichs. 1951 erhielt er für Die Mauern von Malapaga erstmals einen Oscar für den besten fremdsprachigen Film. Sein wohl größter Erfolg war Verbotene Spiele aus dem Jahr 1952, der den Goldenen Löwen der Filmfestspiele von Venedig und den Oscar für den besten fremdsprachigen Film gewann.
René Cléments Werk wird kontrovers eingeschätzt. Manchmal wird er als Techniker ohne Seele bezeichnet, manchmal in den Rang der besten französischen Cineasten erhoben. Er wechselte in seinen Filmen Stile und Genres: von Literaturverfilmungen wie Gervaise (1956, nach dem Roman Der Totschläger von Émile Zola), Heiße Küste (1958, nach dem Roman von Marguerite Duras) und Nur die Sonne war Zeuge (1960, nach dem Roman Der talentierte Mr. Ripley von Patricia Highsmith) über Thriller wie Der aus dem Regen kam (1969) und Treibjagd (1972) bis hin zu psychologischen Werken, darunter Wie Raubkatzen (1962), und einer erneuten Reminiszenz an den Zweiten Weltkrieg, Brennt Paris? (1966, nach dem gleichnamigen historischen Roman von Dominique Lapierre und Larry Collins über die Befreiung der französischen Hauptstadt 1944). Er drehte mit zahlreichen Leinwandstars seiner Zeit, darunter Jean Gabin (Die Mauern von Malapaga), Michèle Morgan und Jean Marais (Rendezvous in Paris), Gérard Philipe (Liebling der Frauen), Alain Delon (Nur die Sonne war Zeuge, Brennt Paris?, Wie Raubkatzen) sowie Jean-Paul Belmondo, Charles Boyer, Leslie Caron, Jean-Pierre Cassel, Kirk Douglas u. a. (Brennt Paris?).
Im Jahr 1986 wurde René Clément in die Académie des Beaux-Arts gewählt.

## Filmografie
- 1935: Évasion (Kurzfilm)
- 1936: Achte auf deine Linke (Soigne ton gauche) (Kurzfilm)
- 1937: L'Arabie interdite (Kurzfilm)
- 1938: La grande chartreuse (Kurzfilm)
- 1939: Paris la nuit (Kurzfilm)
- 1939: La bièvre, fille perdue (Kurzfilm)
- 1940: Le triage (Kurzfilm)
- 1940: Toulouse (Kurzfilm)
- 1942: Ceux du rail (Kurzfilm)
- 1943: La grande pastorale (Kurzfilm)
- 1944: Paris sous la botte (Kurzfilm)
- 1944: Chefs de demain (Kurzfilm)
- 1946: Schienenschlacht (La Bataille du rail)
- 1946: Le père tranquille
- 1947: Das Boot der Verdammten (Les Maudits)
- 1949: Die Mauern von Malapaga (Le mure di Malapaga)
- 1950: Rendezvous in Paris (Le Château de verre)
- 1952: Verbotene Spiele (Jeux interdits)
- 1954: Liebling der Frauen (Monsieur Ripois)
- 1956: Gervaise
- 1958: Heiße Küste (Barrage contre le Pacifique)
- 1960: Nur die Sonne war Zeuge (Plein soleil)
- 1961: Halt mal die Bombe, Liebling (Che gioia vivere)
- 1962: Nacht der Erfüllung (Le Jour et l'heure)
- 1964: Wie Raubkatzen (Les Félins)
- 1966: Brennt Paris? (Paris brûle-t-il ?)
- 1970: Der aus dem Regen kam (Le passager de la pluie)
- 1971: Das Haus unter den Bäumen (La maison sous les arbres)
- 1972: Treibjagd (La Course du lièvre à travers les champs)
- 1975: Das ganz große Ding (La baby sitter)
- 1983: Die Prinzessin und der Fotograf (Yoroppa tokkyu) (als Darsteller)

## Auszeichnungen
- 1946: Regiepreis und Internationaler Jurypreis der Internationalen Filmfestspiele von Cannes für Schienenschlacht
- 1947: Auszeichnung bei den Internationalen Filmfestspielen von Cannes für Das Boot der Verdammten (Bester Abenteuer- oder Kriminalfilm)
- 1947: Prix Méliès der Syndicat français de la critique de cinéma für Das Boot der Verdammten (Bester französischer Film)
- 1949: Regiepreis der Internationalen Filmfestspiele von Cannes für Die Mauern von Malapaga
- 1952: Goldener Löwe der Internationalen Filmfestspiele von Venedig für Verbotene Spiele
- 1954: Spezialpreis der Jury der Internationalen Filmfestspiele von Cannes für Liebling der Frauen
- 1954: Blue Ribbon Award für Verbotene Spiele (Bester fremdsprachiger Film)
- 1954: Kinema-Jumpō-Preis für Verbotene Spiele (Bester fremdsprachiger Film)
- 1954: Bodil für Verbotene Spiele (Bester europäischer Film)
- 1956: FIPRESCI-Preis auf den Internationalen Filmfestspielen von Venedig für Gervaise
- 1957: Blue Ribbon Award für Gervaise (Bester fremdsprachiger Film)
- 1954: Kinema-Jumpō-Preis für Gervaise (Bester fremdsprachiger Film)
- 1962: Edgar Allan Poe Award für Nur die Sonne war Zeuge (Bester ausländischer Film – gemeinsam mit Paul Gégauff)
- 1984: Ehren-César
- 2017: Goldene Kamera